# Torre Talaiola (Santa Pola)
La Torre de la Talaiola va ser una de les torres de vigilància costanera que es van aixecar des de 1552 en el litoral alacantí. Estava situada en el punt més alt del cap de Santa Pola i, donada la seua bona visibilitat, en 1858 s'hi erigir a sobre l'actual far de Santa Pola.
Era una torre de planta quadrada, atalussada en tot el seu cos i rematada per una cornisa. En les seues parets de maçoneria apareixien obertures d'espitlleres horitzontals, i les cantonades estaven fetes amb carreus. Actualment es troba molt modificada, arrebossada i pintada, però és encara identificable.